# Italia ai V Giochi olimpici invernali
L'Italia partecipò ai V Giochi olimpici invernali, svoltisi a Sankt Moritz, Svizzera, dal 30 all'8 febbraio 1948, con una delegazione di 54 atleti, 3 dei quali donne. In questa edizione arrivarono contemporaneamente la prima medaglia assoluta e la prima medaglia d'oro per il paese, ad opera di Nino Bibbia nello skeleton.

## Medaglie

### Medagliere per discipline
| Sport    | Oro | Argento | Bronzo | Totale |
| -------- | --- | ------- | ------ | ------ |
| Skeleton | 1   | 0       | 0      | 0      |
| Totale   | 1   | 0       | 0      | 1      |

### Medaglie d'oro
| Medaglia | Nome        | Sport    | Evento   |
| -------- | ----------- | -------- | -------- |
| Oro      | Nino Bibbia | Skeleton | Skeleton |